# Faith Ford

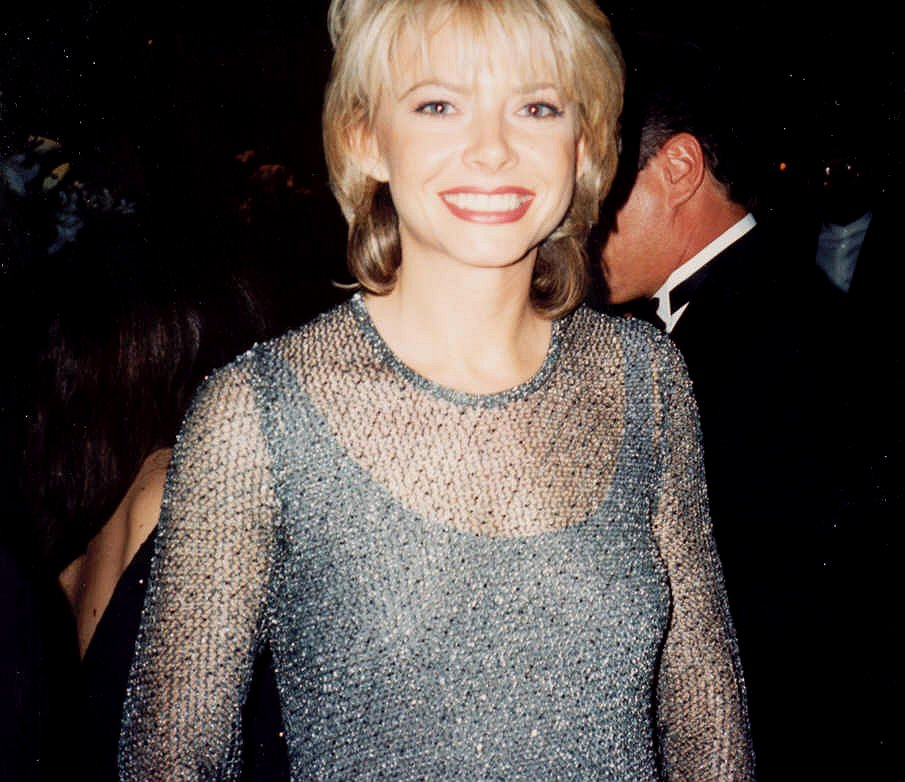
Faith Ford im Jahr 1994

Faith Ford (* 14. September 1964 in Alexandria, Louisiana; gebürtig Alexis Ford) ist eine US-amerikanische Schauspielerin.

## Leben und Leistungen
Ford, Tochter einer Lehrerin, wurde in der High School Finalistin eines Wettbewerbs, in dem Nachwuchsmodels gesucht wurden. Sie zog nach New York City, wo sie als Model arbeitete und in einigen Werbespots zu sehen war. Ford debütierte als Schauspielerin im Jahr 1983 in den Fernsehserien Liebe, Lüge, Leidenschaft und Another World. Im Jahr 1984 zog sie nach Hollywood. Es folgten einige Gastrollen in Fernsehserien; in der Serie The Popcorn Kid (1987) war sie in allen sechs Folgen zu sehen. In der Komödie You Talkin’ to Me? (1987) spielte sie eine der größeren Rollen.
In den Jahren 1988 bis 1998 trat Ford in der Fernsehserie Murphy Brown auf. Diese Rolle brachte ihr in den Jahren 1989, 1990, 1991, 1992 und 1994 Nominierungen für den Emmy; in den Jahren 1991 und 1992 wurde sie für den Golden Globe Award nominiert und im Jahr 1996 für den American Comedy Award.
Die Zeitschrift People wählte Ford im Jahr 1991 auf die Liste Die 50 schönsten Persönlichkeiten (The 50 Most Beautiful People). Die Auftritte in der Fernsehserie Maggie Winters aus dem Jahr 1998 brachten ihr im Jahr 1999 eine Nominierung für den TV Guide Award. In der Komödie Der Babynator (2005) trat sie in einer größeren Rolle an der Seite von Vin Diesel auf.
Ford war in den Jahren 1989 bis 1996 mit Robert Nottingham verheiratet. Im Jahr 1998 heiratete sie den Regisseur Campion Murphy.

## Filmografie (Auswahl)
- 1983: Liebe, Lüge, Leidenschaft (Fernsehserie)
- 1983–1984: Another World (Fernsehserie, 17 Episoden)
- 1987: The Popcorn Kid (Fernsehserie, 6 Episoden)
- 1987: Besuchen Sie Europa! (If It’s Tuesday, It Still Must Be Belgium)
- 1987: You Talkin’ to Me?
- 1988–1998: Murphy Brown (Fernsehserie, 247 Episoden)
- 1996: Verzweifelte Entscheidung (Her Desperate Choice)
- 1998: Manchmal kommen Sie wieder 3
- 1999–2001: The Norm Show (Fernsehserie, 30 Episoden)
- 2002: Mom’s on Strike
- 2003: Beethoven auf Schatzsuche (Beethoven’s 5th)
- 2003–2006: Hope and Faith (Hope & Faith, Fernsehserie, 73 Folgen)
- 2005: Der Babynator (The Pacifier)
- 2007–2008: Carpoolers (Fernsehserie, 13 Episoden)
- 2008: Criminal Minds (Fernsehserie, Episode 4x11)
- 2009: My Name Is Earl (Fernsehserie, Episode 4x14)
- 2015: The Middle (Fernsehserie, 7x08)
- 2023: We Have a Ghost